# Фениус Фарсаид
Фениус (Фений Фарсайд; Phoeniusa, Phenius, Féinius; Farsa, Farsaidh) — легендарный царь Скифии, фигурирующий в различных версиях ирландской мифологии. Он был сыном Боата, сына Магога. Другие источники сообщают о его происхождении от Гомера. Согласно некоторым сказаниям, он изобрел огамический алфавит и гэльский язык.
Согласно рецензиям M и A «Книги захватов» (XI век), Фениус и его сын Ниул отправились к Вавилонской башне (в редакции B вместо этого это Рифат Скот, сын Гомера). Ниул, обученный многим языкам, женился на Скоте, дочери фараона Цингриса из Египта. У них родился сын Гойдель Глас.
В «Книге захватов» он упоминается как один из 72 вождей, построивших Вавилонскую башню Нимрода, отправившийся в Скифию после того, как башня рухнула.
Согласно Auraicept na n-Éces, Фениус отправился из Скифии вместе с Гойделем мак Этеуаром, Шаром мак Немом и свитой из 72 ученых. Они пришли на равнину Шинар, чтобы изучать смешанные языки в башне Нимрода. Обнаружив, что говорящие уже разошлись, Фений послал своих ученых за ними, а сам остался в башне, координируя усилия. Через десять лет исследования были завершены, и Фениус создал в Bérla tóbaide «избранный язык», взяв лучшее от каждого из смешанных языков. Он назвал язык гойдельским, в честь Гойделя. Он также создал расширения, названные Bérla Féne, в честь себя, Íarmberla, в честь Шара мак Нема, и Beithe-luis-nuin (огам) как усовершенствованную систему письма для своих языков и Béarla na bhFileadh — «язык поэтов». Тайный язык поэтов, гнайт-бхерла, общий язык и диалект неграмотного большинства, позже стал древне- и среднеирландским, а затем и современным ирландским.
Аураицепт утверждает, что Фениус Фарсаид открыл четыре алфавита, еврейский, греческий и латинский, и, наконец, огам. Он считает огам наиболее совершенным, потому что он был создан последним.

## Рекомендации
1. ↑  Vigors, Nicholas Aylward (1827). THE ANCESTRY OF F ENIUS FARSAID FENIUS FARSAID. Dublin Institute of Advanced Studies.
2. ↑   A Grammar of the Irish Language, John O’Donovan